# Бейб Рут
Вижте пояснителната страница за други личности с името Бейб Рут.
Бейб Рут (на английски: Babe Ruth) е американски бейзболист.

## Биография
Той е роден на 6 февруари 1895 година в Балтимор в семейството на дребен търговец от немски произход. От 1914 година играе за отбора „Бостън Ред Сокс“, а от 1920 година – за „Ню Йорк Янкис“. Сочен за най-значимия състезател в историята на бейзбола, през междувоенния период Бейб Рут се превръща в една от големите знаменитости на американската популярна култура.
Бейб Рут умира на 16 август 1948 година в Ню Йорк.